# لايمان تاور سارجنت
لايمان تاور سارجنت (مواليد 9 فبراير 1940) (بالإنجليزية: Lyman Tower Sargent)‏ أكاديمي أمريكي، أستاذ العلوم السياسية الفخري بجامعة ميزوري بسانت لويس، وهو اختصاصي الببليوغرافيا الرئيسي في مجال الأدب اليوتوبي، وكان المحرر المؤسس لدورية «يوتوبيان ستاديز». نال جائزة «الباحث المتميز» من جمعية الدراسات اليوتوبية.

## مسيرته
درّس سارجنت العلوم السياسية بجامعة ميزوري بسانت لويس من عام 1965 حتى عام 2005، عندما تقاعد وعُيّن أستاذا فخريا. 